# 細胞変性効果

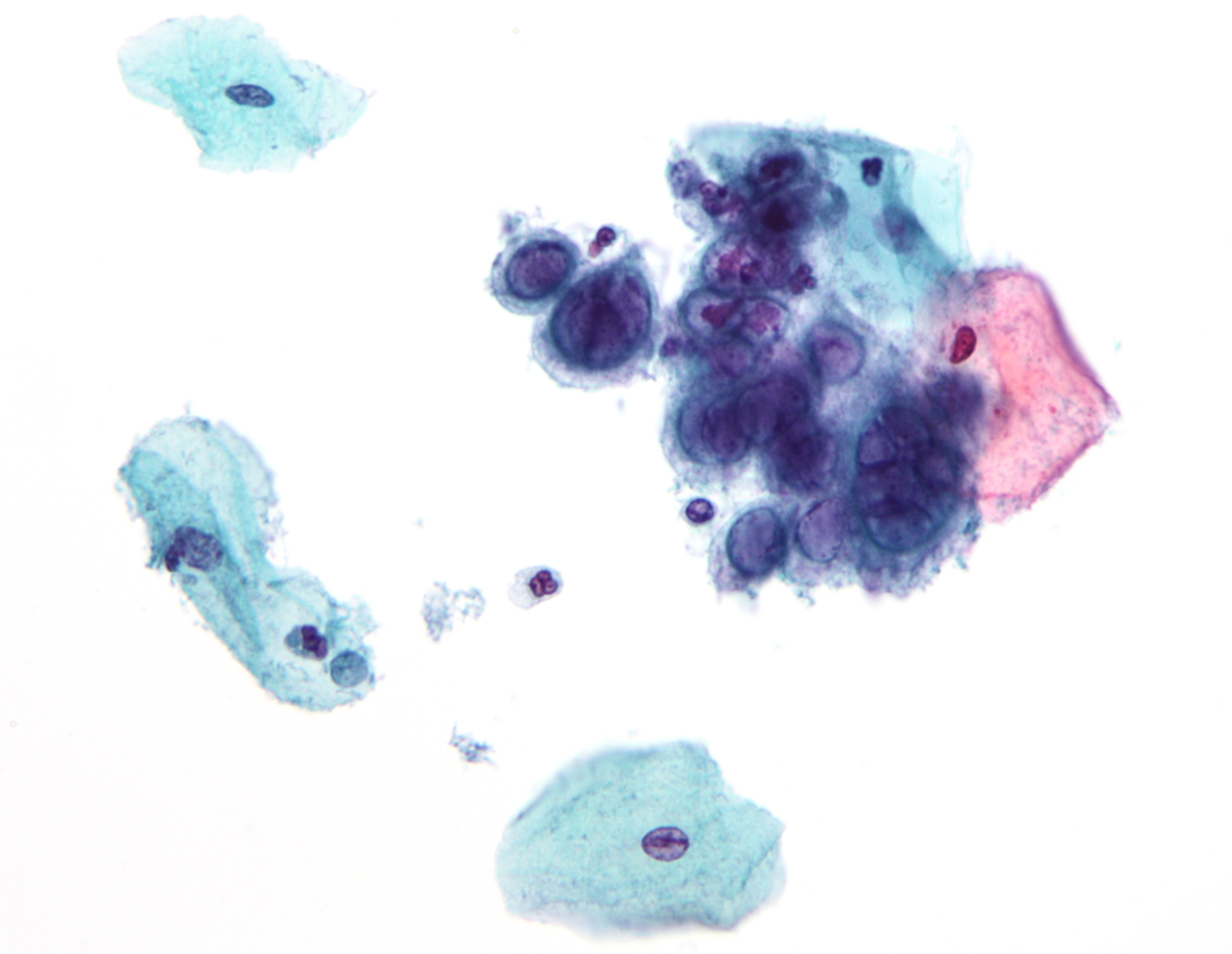
単純ヘルペスウイルスの細胞変性効果を示す顕微鏡写真（多核、すりガラス状クロマチン）。パパニコロウ試験。パパニコロウ染色。

細胞変性効果（さいぼうへんせいこうか、Cytopathic effect: CPE ）は、ウイルスの侵入によって引き起こされる宿主細胞の形態変化のこと。ウイルス感染により、宿主細胞が溶解する場合や、細胞の複製が阻害され溶解せずに細胞が死滅する場合がある。これらの現象はどちらもCPEが原因で発生する。ウイルスが宿主細胞にこれらの形態学的変化を引き起こす場合、細胞変性性がある(cytopathogenic)と言われる 。CPEは光学顕微鏡下で容易に観察でき、その変化として感染細胞の円形化、収縮、集合、膨化、崩壊、隣接細胞との融合による合胞体（多核巨細胞）形成、核または細胞質封入体の形成などがある。
CPEやその他の細胞形態の変化は、細胞致死性ウイルスによる多くの影響のうちのごく一部である。細胞致死性ウイルスが感受性細胞に感染すると、ウイルスは、細胞形態や、細胞の生理機能、続く生合成機構の変化を通じて宿主細胞を死滅させる。これらの変化は、効率的なウイルス複製に必要であるが、宿主細胞が犠牲になる。
CPEはウイルスおよび感染した細胞の種類によって特徴的であることが多いので、ウイルス種の推定に利用できる。また、TCID50により、ウイルスの量（正確にはウイルス感染価）が測定できる。

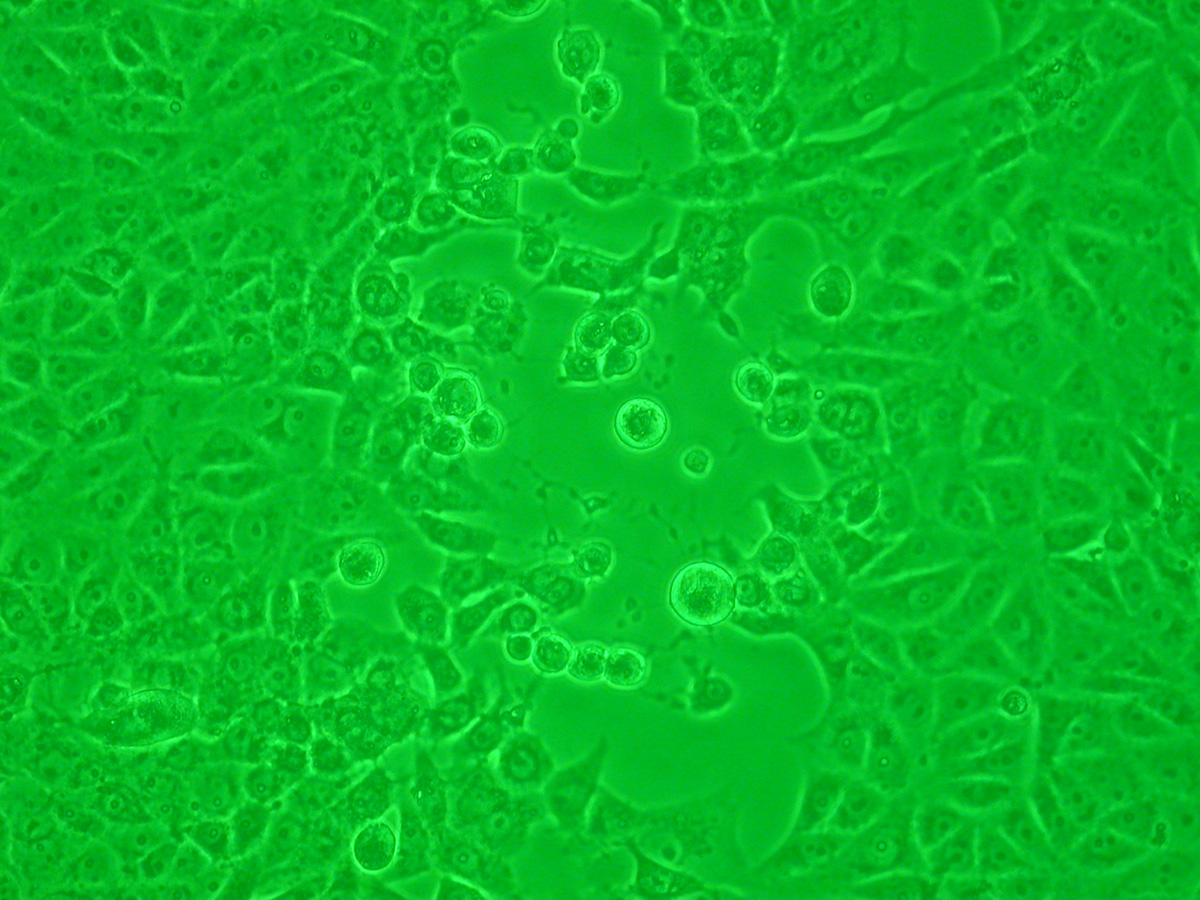
細胞変性効果（円形化）培養フラスコの底に敷石状に生育している培養細胞がウイルスの感染によって円く変形し、やがてフラスコからはがれてプラーク（空隙、写真中央）を形成する。

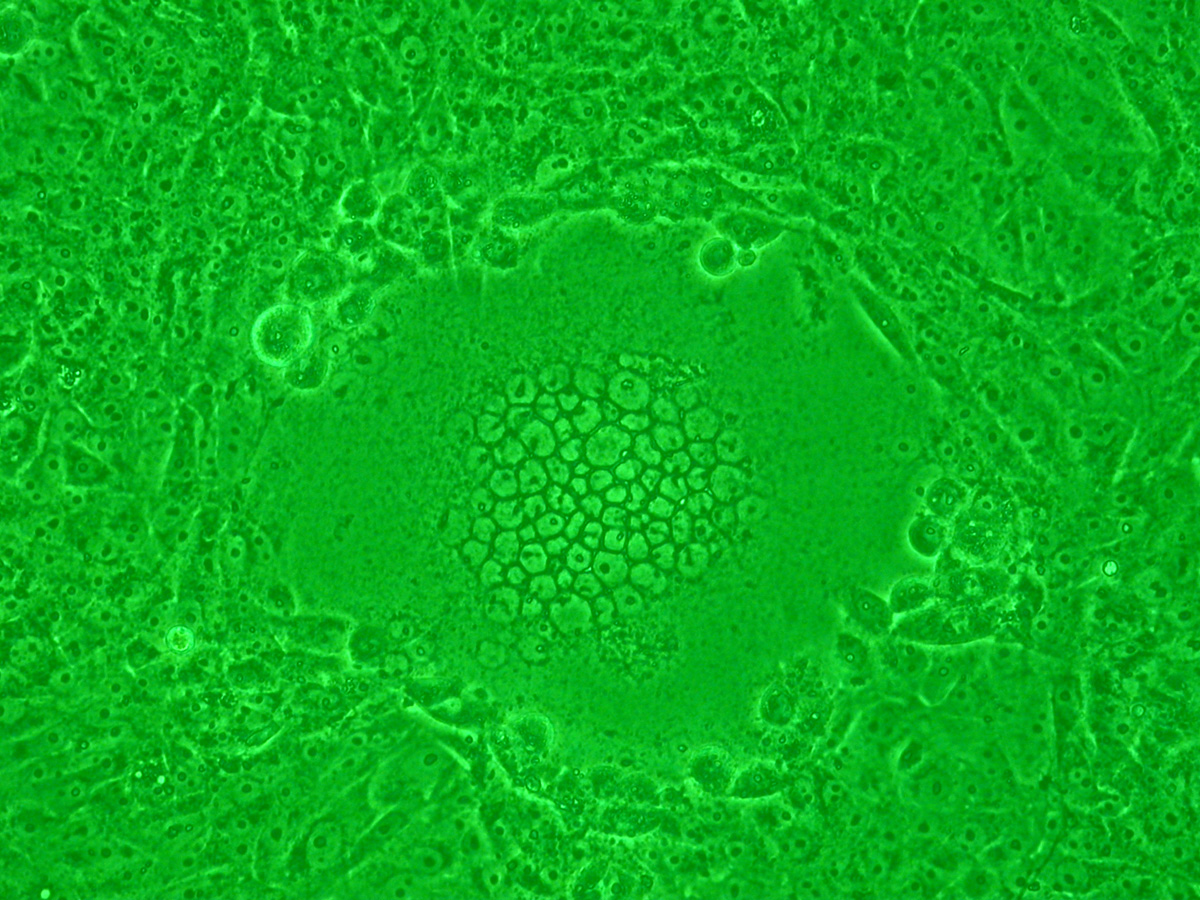
細胞変性効果（合胞体）敷石状に生育した培養細胞同士がウイルス感染によって細胞膜の融合を起こし、細胞核が中央に凝集して（写真中央）多核巨細胞様の形態になる。

## 診断
CPEは、ウイルス感染の診断において重要な判断要素である。多くのCPEは、光学顕微鏡の低倍率で、コンデンサーを下げ、虹彩絞りを部分的に閉じた状態で、固定されていない、染色されていない細胞で観察できる。ただし、CPEの一種である封入体では、細胞を固定して染色し、光学顕微鏡で観察する必要がある。一部のウイルスのCPEは特徴的であるため、感染した動物や人間を診断する際の重要なツールになることがある 。CPEの出現率も、ウイルスの種類を特定するための重要な特性である。感染多重度が低い状態でin vitroで4〜5日後にCPEが出現した場合、ウイルスの増殖は遅いと見なされる。 感染多重度が低い状態でCPEがin vitroで1〜2日後に出現する場合、ウイルスの増殖は速いと考えられる。感染多重度が高い場合、CPEは急速に発生するため、診断においては接種は常に感染多重度を低くする。
通常、ウイルス感染の最初の兆候は細胞の円形化である。その後、封入体が宿主細胞の細胞核や細胞質に現れることが多い。封入体は、最初に、患者の血液塗抹標本または感染組織の染色切片の光学顕微鏡検査によって識別できる。ただし、封入体の組成を完全に調べるには、電子顕微鏡検査を行う必要がある。封入体は、ウイルス複製副産物の蓄積か、宿主細胞の細胞小器官や細胞構造の変化のいずれかの可能性がある。
一部のウイルス感染は、奇妙なCPEである合胞体の形成を引き起こす。合胞体は、多くの核を含む大きな細胞質の塊であり、通常、感染した細胞の融合によって生成される。この機構によりウイルスが感染細胞から非感染細胞に広がることができるため、ウイルスにとって有利に働く。
ウイルス感染は、臨床的に関連する表現型のCPEを持っている可能性がある。たとえば、 C型肝炎ウイルス（HCV）の場合、脂肪肝はウイルスの遺伝子型や遺伝子組成の特定に利用できる。 HCV遺伝子型3の患者は、遺伝子型1の患者よりも肝脂肪症を発症する可能性が有意に高いと言われている。また、CPEは、新薬の有効性を判断するための研究にも利用され、例えば細胞の生存率を評価するために、デング熱ウイルスのCPEをスクリーニングするアッセイが開発されている。
CPEの宿主細胞特異性により、CPEを使用して実験上の宿主の違いを確認することができる。多くのウイルス感染では、さまざまな宿主細胞株が特徴的な反応を示すことがある。現在、細胞株の信頼性と純度について、研究コミュニティ内で多くの懸念があり、研究所内および研究所間で汚染が増加しているが、特定の細胞株の純度を確認するためにCPEが利用できる。たとえば、 HeLa CCL-2は、さまざまな研究分野で使用される一般的な細胞株であるが、HeLa細胞の純度をテストするために、コクサッキーウイルスB3の接種後に発生する形態変化や細胞の死亡率などのCPEが利用される。Carsonらは、この違いは、ラボで何世代にもわたって増殖してきたHeLa細胞の均質性と比較して、市販のHeLa細胞の不均質性に起因すると判断した。

## CPEの種類

### 完全剥離
宿主細胞単層の完全剥離は、最も深刻なタイプのCPEである。観察には、細胞をガラス表面に播種し、宿主細胞のコンフルエントな単層を形成したあと、ウイルス感染を行う。単層のすべての細胞は急速に収縮し、核濃縮と呼ばれるプロセスで高密度になり、3日以内にガラスから剥がれる。この形式のCPEは、通常、エンテロウイルスで見られる。

### 部分剥離
宿主細胞単層の部分剥離は、全剥離ほど深刻ではないが、全剥離と同様に、宿主細胞をガラス表面に播種してコンフルエントな単層を形成したあと、ウイルス感染を行うことで観察される。部分剥離は、単層内の一部の細胞の剥離が特徴であり、一部のトガウイルス、一部のピコルナウイルス、および一部のパラミクソウイルスで一般的に観察される。

### 局所変性
局所変性は、宿主細胞単層の局所的な攻撃により生じる。このタイプのCPEも最終的には組織全体に影響を与える可能性があるが、初期段階と拡散段階はフォーカス(foci)と呼ばれる局所的なウイルスの感染中心で発生する。局所変性は、細胞外の培地を介した拡散ではなく、ウイルスの直接的な細胞間移動が原因である。この移動の様態により、完全剥離や部分剥離と異なる特徴的な局所効果を引き起こす。最初に、宿主細胞は肥大し、円形化し、屈折する。最終的に、宿主細胞は表面から剥離する。ウイルスの拡散は同心円状に発生するため、持ち上がった細胞の周りには肥大し円形化した細胞があり、その周りを健康な組織に取り囲んでいる。このタイプのCPEは、ヘルペスウイルスとポックスウイルスに特徴的である。

### 膨潤と凝集
膨潤と凝集は、宿主細胞が著しく膨潤するCPEである。細胞が拡大するとクラスター状に凝集するが、最終的には細胞は非常に大きくなり、分離する。このタイプのCPEは、アデノウイルスに特徴的である。

### 泡状変性
泡状変性は空胞化とも呼ばれ、大きく多数の細胞質液胞の形成による。このタイプのCPEは、宿主細胞の固定と染色でしか観察できない。泡沫変性は、特定のレトロウイルス、パラミクソウイルス、フラビウイルスに特徴的である。

### 合胞体
合胞体は、細胞融合およびポリカリオン形成としても呼ばれ、4つ以上の宿主細胞の原形質膜が融合し、少なくとも4つの核を持つ拡大した細胞が生成されたものである。大きな細胞融合は染色せずに見えることもあるが、このタイプのCPEは通常、宿主細胞の固定と染色により検出される。ヘルペスウイルスは、細胞融合や他の形態のCPEを特徴的に形成する。一部のパラミクソウイルスは、このCPEのみを形成するため、細胞融合の形成により同定されることがある。

### 封入体
封入体（核内または細胞質内の不溶性の異常構造）は、宿主細胞の染色像が変化した領域を指すことから、染色でのみ見られる。通常、宿主細胞内でウイルスタンパク質や核酸が合成されている領域や、ビリオンが組み立てられている領域である。場合によっては、封入体は活性ウイルスがなくとも存在し、ウイルスの瘢痕であることもある。封入体はウイルス株によって異なり、数や大小はさまざまで、形状も円形や不規則であったりする。また、核内、細胞質内のいずれにも形成され、染色性も好酸球性、好塩基性とさまざまである。